# 와키모토촌 (아키타현)
와키모토촌(脇本村)은 아키타현 미나미아키타군에 있던 촌이다. 현재의 오가시 남동부 와키모토 각 정에 해당한다.

## 역사
- 1889년 4월 1일 - 정촌제 시행에 의해 6촌의 구역으로 와키모토 촌이 성립하였다.
- 1949년 6월 27일 - 해안에 표착한 기뢰가 폭발해 사망 8명, 중경상 4명, 가옥 전멸 10채의 피해를 입었다.
- 1954년 3월 31일 - 도가촌, 오가나카촌, 이리아이촌과 합병해 오가시가 성립해, 동일 와키모토촌은 폐지되었다.

## 교통

### 철도
- 일본국유철도
  - 오가 선

### 도로
- 후나가와 가도(현:국도 101호선)